# Шарапа Володимир Юхимович
Володимир Юхимович Шарапа (нар. 12 серпня 1913 — пом. 21 квітня 1990) — радянський військовий льотчик, Герой Радянського Союзу (1940).

## Біографія
Народився 12 серпня 1913 року у Вінниці. Українець. Закінчив 10 класів.
У Червоній Армії з 1931 року. Закінчив Київське піхотне училище в 1934, Харківську школу військових льотчиків і штурманів у 1935, Вищі академічні курси КВКС.
У 1939—1940 р. брав участь у боях з фінами. До лютого 1940 р. зробив 46 бойових вильотів на бомбардування укріпрайонів супротивника, нанісши йому велику утрату в живій силі і техніці.
21 березня 1940 р. штурманові 1-ї авіаційної ескадрильї 44-ї СБП 55-й СББ старшому лейтенантові Шарапі Володимиру Юхимовичу присвоєно звання Героя Радянського Союзу.
Учасник Німецько-радянської війни з червня 1941 року. Воював на Ленінградському, Північно-західному, 1-му Українському фронтах.
Нагороджений орденом Леніна, трьома орденами Червоного Прапора, орденом Червоної Зірки, багатьма медалями. Після війни працював у Військово-повітряній академії імені Ю. А. Гагаріна.
У 1956 році закінчив Військову академію Генштабу.
З 1971 р. полковник Шарапа в запасі, жив і працював у селищі Моніно Московської області.